# عامر علي
عامر علي (25 ديسمبر 1977-) هو ممثل سوري.

## حياته ومشواره المهني
ولد في مصياف، نشأ وترعرع في دمشق خريج المعهد العالي للفنون المسرحية (دمشق) عام 2001، قدّم أول وقوف له أمام الكاميرا كان في المسلسل التاريخي «صلاح الدين الأيوبي» للمخرج حاتم علي، قدم عدد من الأعمال التاريخية المتتابعة، نظراً لما تميز به من مواصفات خاصة تاهله للتالق في هذه الادوار كالصوت القوي وإجادة اللغة العربية الفصحى، وركوب الخيل

## أعماله

### في التلفزيون
- (2001): صلاح الدين الأيوبي.
- (2002): هولاكو
- (2002): ردم الأساطير
- (2004): أبو الطيب المتنبي
- (2004):الطارق
- (2005): الظاهر بيبرس
- (2005): أبو زيد الهلالي
- (2005): نزار قباني
- (2005): الزيزفون
- (2007): عنترة بن شداد
- (2007): أسير الأنتقام
- (2007): رسائل الحب والحرب
- (2008): وحوش وسبايا
- (2008): الحصرم الشامي2
- (2009): صدق وعده
- (2009): الحصرم الشامي3
- (2009): سحابة صيف
- (2009): قاع المدينة
- (2010): سقوط الخلافة
- (2010): هي دنيتنا
- (2010): قيود الروح
- (2011): ملح الحياة
- (2012): أرواح عارية
- (2012): عمر
- (2013): قمر الشام
- (2013): خواتم
- (2014): الحب كله خماسية استعدادا للرحيل
- (2014): قمر شام
- (2015): خيبر
- (2015): فارس وخمس عوانس
- (2015): حرائر
- (2015): ضحايا خماسية التؤام [4]
- (2016): عابرو الضباب
- (2016): مذنبون أبرياء
- (2016): صدر الباز
- (2016): مدرسة الحب (ثلاثية: لحظة صمت، نور العين، أسوار)
- (2017): بقعة ضوء 13
- *(2017): ع فرد مخدة
- (2018):وحدن
- (2018):روزنا
- (2019):حرملك
- (2019):نبض
- (2020):حرملك 2
- (2020): كرزون

### في السينما
- (2008):حسيبة.
- (2010): رحاب.
- (2012): الموت حبا.
- (2013): مريم.
- (2015): روز.
- (2015): الأم.
- (2016): الأب.
- (2016): رد القضاء.
- (2017): على سطح دمشق.
- (2019): دم النخل.

### في الدوبلاج
- صوت " حسان " المسلسل التركي " الغريب
- صوت أخ عاصي المسلسل التركي «عاصي»
- صوت البطل «سليم» المسلسل التركي «جنان»
- صوت «سنتياغو» المسلسل المكسيكي «دانيلا».[5]

### في المسرح
- (2018): وطني